# Só és cukor
A Só és cukor a Republic stúdióalbuma 2000-ből.
Dalainak egyike a Nem volt még soha így, amelyet a koncerteken eredetileg a szerzője, Tóth Zoltán énekelt, de a stúdiófelvétel már Cipő énekével készült, onnantól kezdve így játszották élőben is. Tóth Zoltán azonban rögzített egy szerzői változatot is, amit a Republic régi weboldalán lehetett meghallgatni (ma már nem érhető el). Ellentétes utat járt be az album egy másik dala, az Ég veled most: a stúdiófelvételen Bódi László énekelte, később (2010-ben) azonban Tóth Zoltán énekével játszották a koncerteken.
Az Ausztrália–Esmeralda című dal a tiszai ciánszennyezésnek állít emléket (a romániai Aurul cég az ausztrál Esmeralda leányvállalata volt).

## Dalok
1. Éhes és fázik (Cipő)
2. Odaütnél ha tudnál (Boros Csaba–Bódi László)
3. Ahová megyek (Boros Csaba–Bódi László)
4. Jöjj velem újra testvérem (Tóth Zoltán)
5. A szíved egy banánért (Bódi László)
6. Só és cukor (Boros Csaba–Bódi László)
7. Nem volt még soha így (Tóth Zoltán)
8. Csak valami más (Bódi László)
9. Ausztrália–Esmeralda (Patai Tamás–Bódi László)
10. Mindig előre (Bódi László)
11. Aranysárga fényével (Tóth Zoltán)
12. Andante (Tóth Zoltán)
13. Túl sok a király (Bódi László)
14. Ég Veled most (Tóth Zoltán)

## Közreműködtek
- Tóth Zoltán – Fender Telecaster gitár, A90 Roland Master keyboard, vokál
- Patai Tamás – Fender Stratocaster gitár, akusztikus gitár, vokál
- Nagy László Attila – Premier dobok, ütőhangszerek
- Boros Csaba – Rickenbacker 4001 basszusgitár, Hammond orgona, vokál
- „Cipő” – ének, Fender zongora
- Szabó András – hegedű
- Budapest Juventutis Zenekar, művészeti vezető: Presztolánszky András – szimfonikusok
- Cser György, Habarits „Éljen” Béla – vokál
- Gulyás Ferenc – tekerőlant
- Novák Mária – ének
- dr. Banos György „Süsü” – spanyol szövegmondás

## Videóklip
- Ahová megyek

## Toplistás szereplése
Az album 11 hetet töltött a Mahasz Top 40-es eladási listáján, legjobb helyezése 13. volt.

## Díjak, jelölések
- Arany Zsiráf 2001 – Az év hazai rock albuma – jelölés